# ブルーラグーン
座標: 北緯63度52分48秒 西経22度26分53秒 / 北緯63.88000度 西経22.44806度

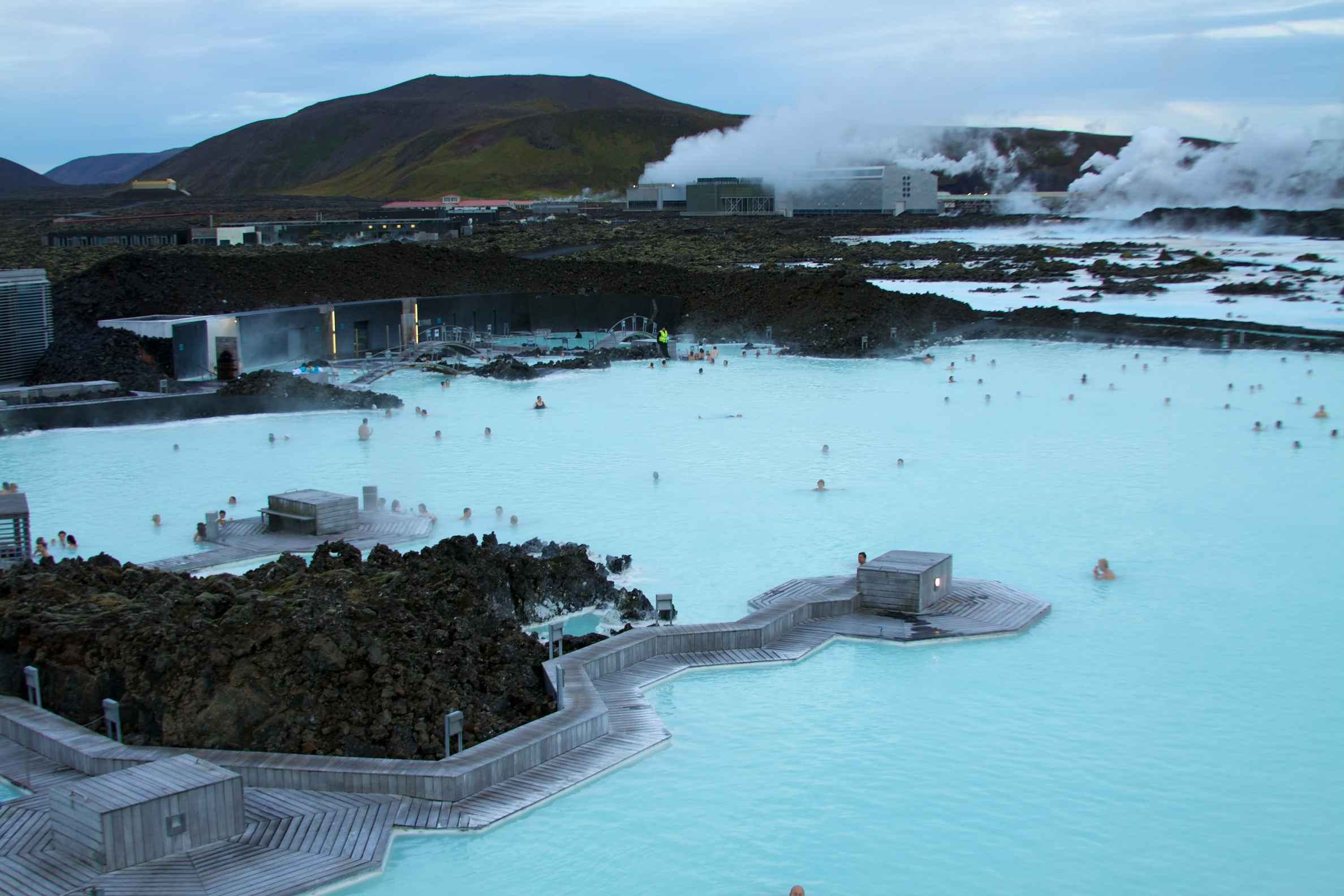
ブルーラグーン

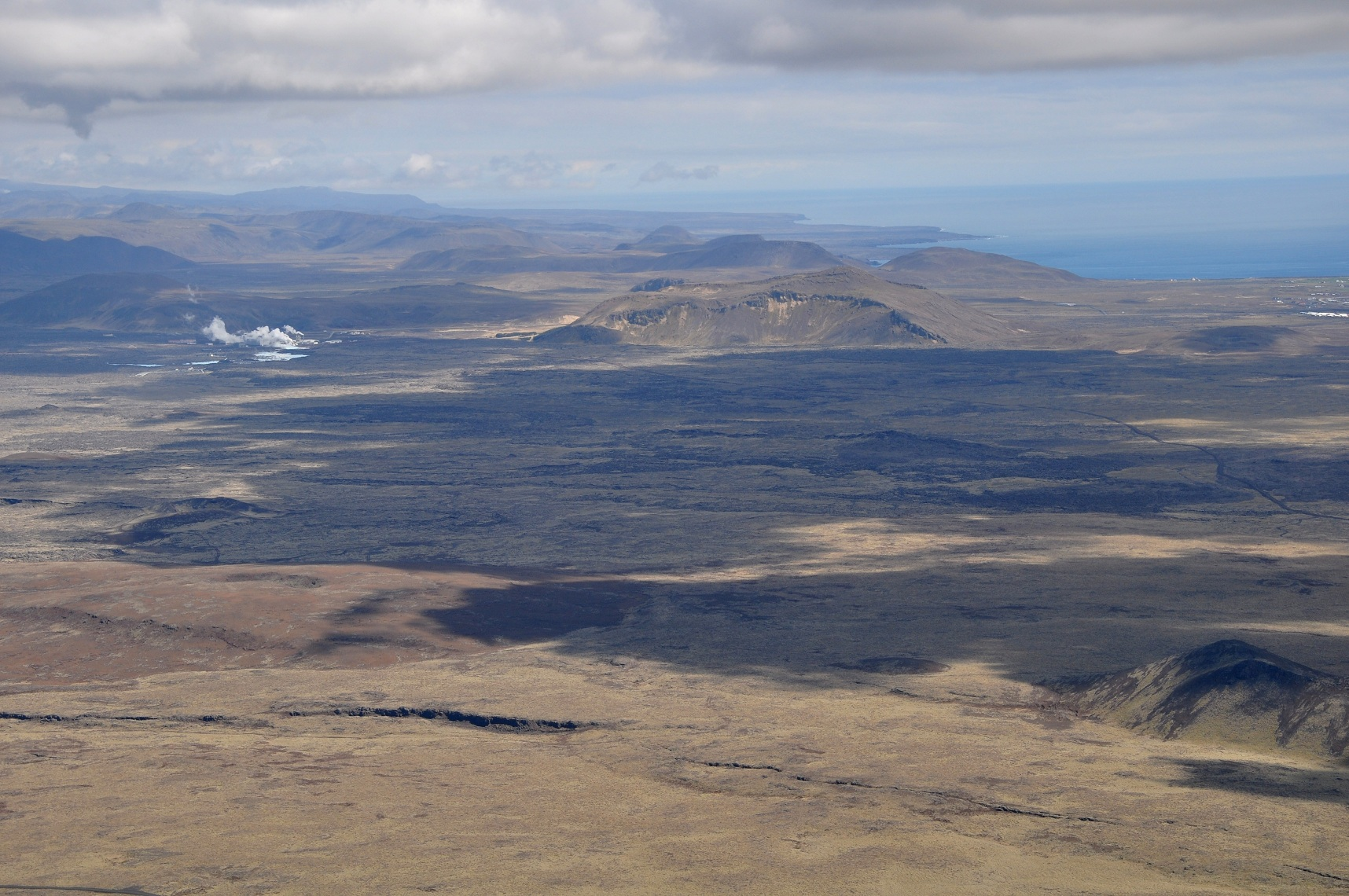
遠景。画像左奥の湯気が出ている施設がスヴァルスエインギ地熱発電所。その手前にブルーラグーンが存在する。

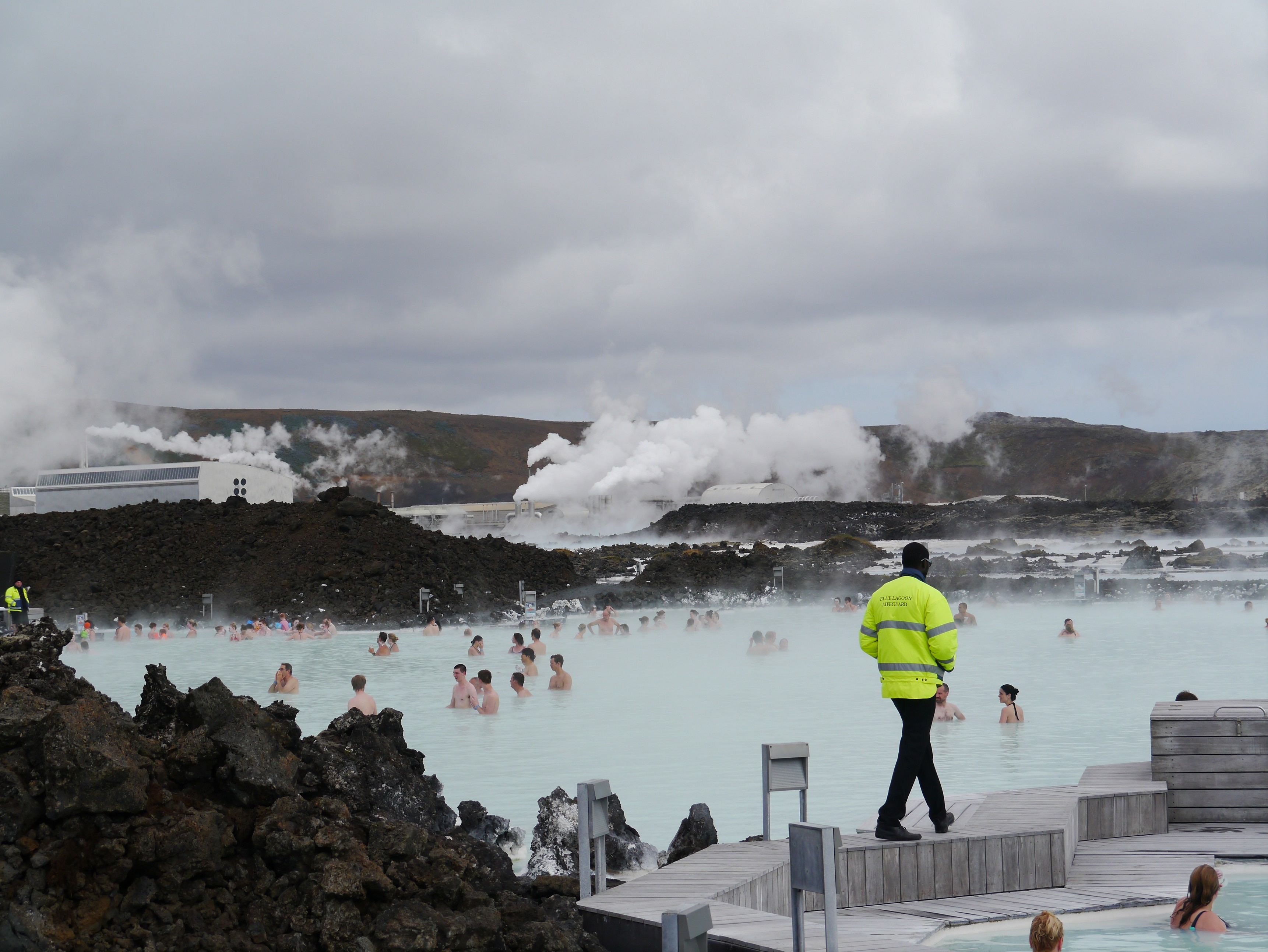
巡回する監視員

ブルーラグーン（英語: Blue Lagoon, アイスランド語: Bláa lónið, 「青い潟湖」の意）は、アイスランドにある温泉施設。アイスランドの南西部、首都レイキャヴィークの南西約40キロメートルに位置する。

## 概要
自然に湧出する温泉ではなく、隣接するスヴァルスエインギ地熱発電所が汲み上げた地下熱水の排水を再利用した施設である。
1970年代後半に地熱発電の副産物として作られ、1987年から温泉浴場として一般公開されるようになった。排水は70度以上あり、それを38度前後に温度調節している。
面積は約5,000平方メートル（競泳用50メートルプール4個分）で、露天温泉としては世界最大。温泉全体を1周するだけで10数分かかるほどの広さである。深さは場所によってまちまちで、最深部は1.4メートルほどあり、温泉内には橋もある。
白濁した温泉水には高い皮膚病治癒の効果があり、アイスランド国内はもとより欧米各国からも多くの人が訪れる。ケフラヴィーク国際空港から近いこともあり、アイスランド随一の観光スポットとなっている。入場料は2024年3月現在、大人1人につき9,990〜12,990アイスランド・クローナ（約11,000〜14,000円）で、マッサージなどの有料サービスもある。タオルなども借りられる。

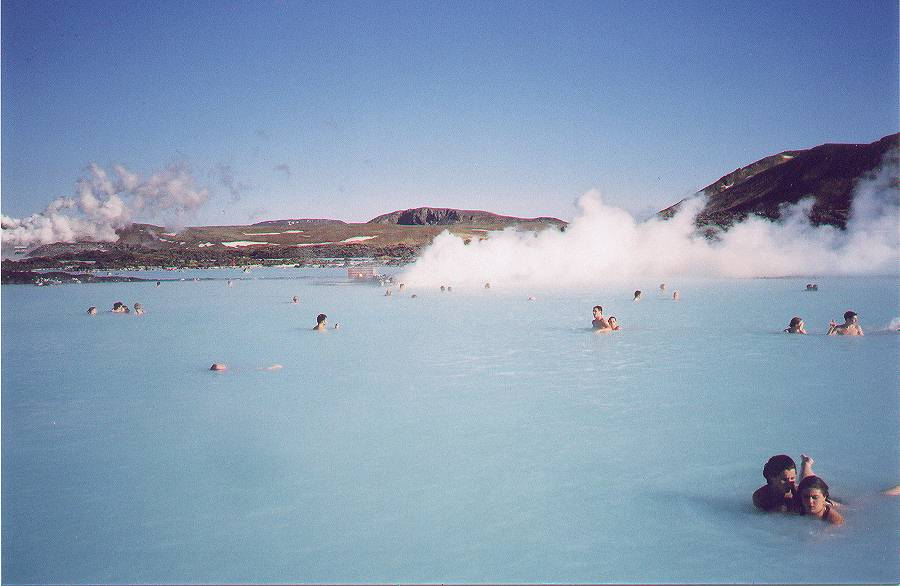
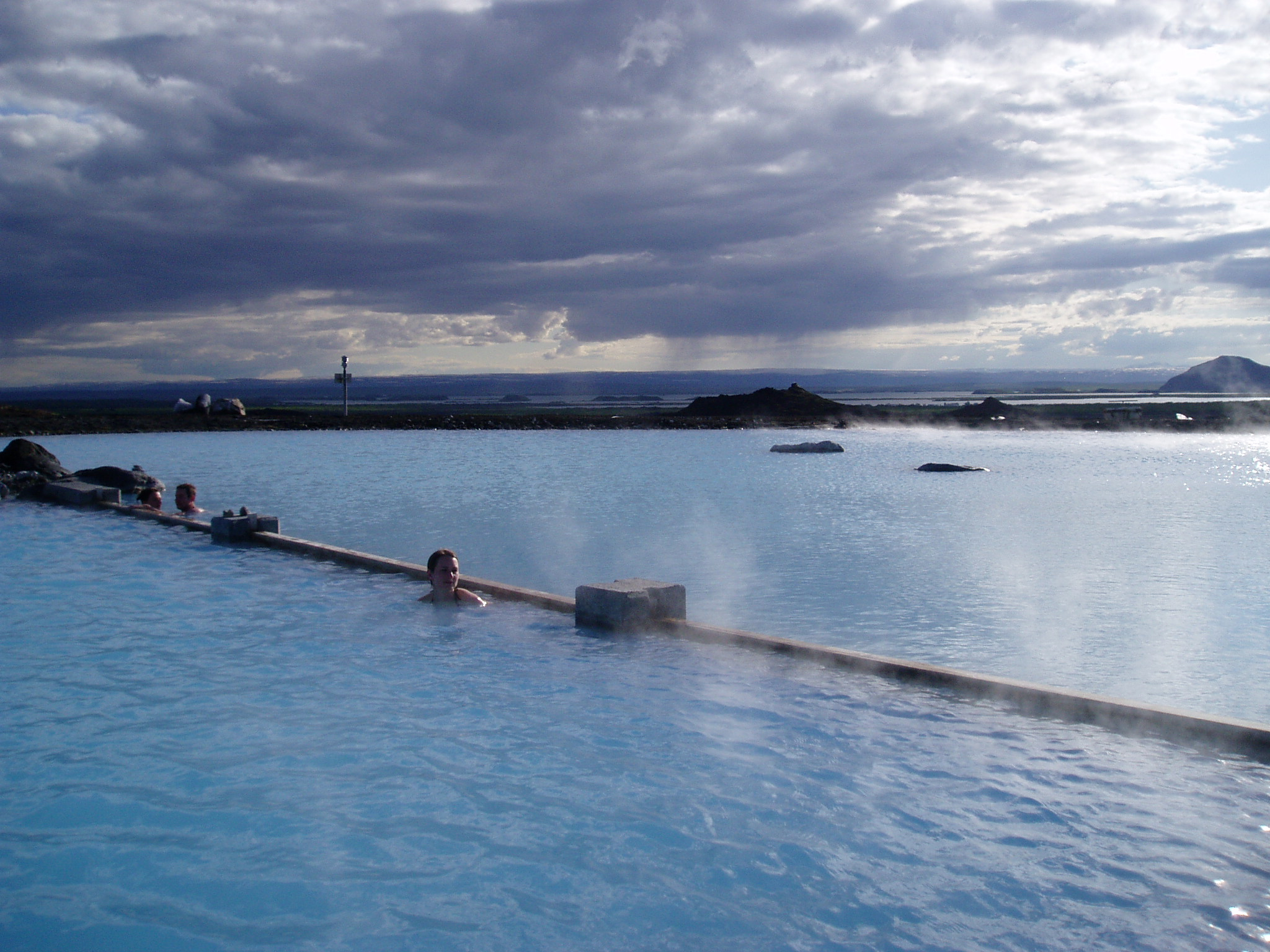